# Alfredo Montori
Alfredo Montori (Roma, 17 febbraio 1893 – Roma, 4 febbraio 1974) è stato un pittore, scenografo e architetto italiano.

## Biografia
Nato a Roma il 17 febbraio 1893 da Luigi e Marianna Cenci, mostra fin da piccolo il suo carattere ribelle alle imposizioni e ai dogmi, attento alla realtà circostante e amante del bello in tutte le sue forme. A nove anni interrompe gli studi regolari per dedicarsi alla pittura come apprendista di Giovanni Papini e frequenta la Scuola d'Arti ornamentali di Via di San Giacomo. Come allievo di Giulio Aristide Sartorio inizia a lavorare alla realizzazione degli affreschi del Vittoriano ed frequentare gli artisti della scuola romana, con alcuni dei quali si lega di profonda amicizia. 
Durante la Prima Guerra Mondiale si arruola volontario nei bersaglieri e dopo Caporetto partecipa alle operazioni sul Carso. Ferito gravemente si salva fortunosamente, viene ricoverato in ospedale a Pavia e convalescente viene rimandato a casa. A Roma nell'immediato dopoguerra il giovane artista si divide tra le arti tradizionali e il cinema, collaborando in Cabiria di D'Annunzio. Il cinema cattura la sua viva immaginazione indirizzandone la ricerca a rendere visibile allo spettatore del film quello che è frutto della fantasia e della capacità tecnica di ricostruzione degli autori, per cui relega la pittura a un ruolo di supporto all'attività di scenografo, e per dotarsi di strumenti adeguati, da autodidatta si diploma Professore Architetto all'Accademia di Belle Arti di Roma. 
Durante la sua carriera di scenografo durata quasi cinquant'anni (1920-1967), Alfredo Montori ha allestito le scenografie di più di 131 film. Quasi dall'inizio della sua carriera iniziò una collaborazione intensa con il regista Gennaro Righelli (13 film) che durerà fino allo scoppio della seconda guerra mondiale, mentre lavorava anche per cineasti illustri come Mario Bonnard (2 film nel 1931 e nel 1937), Giulio Antamoro, Eugenio De Liguoro Alessandro Blasetti, e Mario Mattoli (1 film ciascuno).
All'inaugurazione dello Stabilimento di Cinecittà, 28 aprile 1937, ne divenne direttore per 20 anni.
Durante la guerra lavorò soprattutto con Giorgio Simonelli (6 film) tra il 1940 e il 1943, ma anche con i registi Flavio Calzavara (2 film) nel 1940 e nel 1941; Camillo Mastrocinque (2 film) nel 1941; Enrico Guazzoni (1 film) nel 1941; Nunzio Malasomma (2 film) nel 1942; Esodo Pratelli (3 film) tra il 1941 e il 1943; Guglielmo Giannini (3 film) nel 1943; e Carlo Ludovico Bragaglia (4 film tra il 1941 e il 1943 e uno nel 1958).
Dopo la guerra iniziò una nuova collaborazione, che durerà quasi 15 anni, con Luigi Capuano (21 film) dal 1949 al 1963. Sul finire di questo periodo lavorò strettamente anche con Domenico Paolella (8 film) dal 1960 al 1964. Inoltre firmò le scene di film di svariati altri registi, come Giorgio Pàstina (5 film) dal 1951 al 1955; Pino Mercanti (5 film) tra il 1953 e il 1964; Primo Zeglio (2 film) nel 1951 e nel 1959; Vittorio Cottafavi (2 film) nel 1954; e Mario Amendola (2 film) nel 1958 e 1964.
Alla fine della sua carriera iniziò una collaborazione con Edoardo Mulargia (3 film) tra il 1965 e il 1967.
Sul piano internazionale lavorò con i registi ungheresi László Kish e Sándor Szlatinay.

## Filmografia
- La grazia (1929), regia di Aldo De Benedetti, (scenografo)
- La canzone dell'amore (1930), regia di Gennaro Righelli, (scenografo)
- Antonio di Padova, il santo dei miracoli (1931), regia di Giulio Antamoro, (scenografo)
- Aria di paese (1933), regia di Eugenio De Liguoro, (scenografo)
- Il caso Haller (1933), regia di Alessandro Blasetti, (architetto-scenografo)
- Il signore desidera? (1934), regia di Gennaro Righelli, (scenografo)
- Il feroce Saladino (1937), regia di Mario Bonnard, (architetto-scenografo)
- L'ultimo scugnizzo (1938), regia di Gennaro Righelli, (scenografo, scenografie set)
- L'allegro cantante (1938), regia di Gennaro Righelli, (scenografo)
- Il destino in tasca (1938), regia di Gennaro Righelli, (scenografo)
- Hanno rapito un uomo (1938), regia di Gennaro Righelli, (scenografo)
- L'ha fatto una signora (1938), regia di Mario Mattoli, (scenografo)
- Fuochi d'artificio (1938), regia di Gennaro Righelli, (scenografo)
- La voce senza volto (1939), regia di Gennaro Righelli, (scenografo)
- Il barone di Corbò (1939), regia di Gennaro Righelli, (scenografo)
- Il cavaliere di San Marco (1939), regia di Gennaro Righelli, (scenografo)
- Due occhi per non vedere (1939), regia di Gennaro Righelli, (scenografo)
- Le educande di Saint-Cyr (1939), regia di Gennaro Righelli, (scenografo)
- Forse eri tu l'amore (1939), regia di Gennaro Righelli, (arredatore)
- Arditi civili (1940), regia di Domenico Gambino, (scenografo)
- Una lampada alla finestra (1940), regia di Gino Talamo, (scenografo)
- Il ladro sono io! (1940), regia di Flavio Calzavara, (scenografo)
- Amiamoci così (1940), regia di Giorgio Simonelli, (scenografo)
- L'arcidiavolo (1940), regia di Toni Frenguelli, (scenografo)
- Il capitano degli ussari (1940), regia di Sándor Szlatinay, (scenografo)
- L'imprevisto (1940), regia di Giorgio Simonelli, (scenografo)
- Il sogno di tutti (1940), regia di Oreste Biancoli, (scenografo)
- Un marito per il mese di aprile (1941), regia di Giorgio Simonelli, (scenografo)
- Il signore a doppio petto (1941), regia di Flavio Calzavara, (scenografo)
- Con le donne non si scherza (1941), regia di Giorgio Simonelli, (scenografo)
- I pirati della Malesia (1941), regia di Enrico Guazzoni, (scenografo)
- Turbine (1941), regia di Camillo Mastrocinque, (scenografo)
- Le due tigri (1941), regia di Giorgio Simonelli, (scenografo)
- L'ultimo ballo (1941), regia di Camillo Mastrocinque, (scenografo)
- Se non son matti non li vogliamo (1941), regia di Esodo Pratelli, (scenografo)
- La famiglia Brambilla in vacanza (1941), regia di Carl Boese, (scenografo)
- La scuola dei timidi (1941), regia di Carlo Ludovico Bragaglia, (scenografo)
- La regina di Navarra (1942), regia di Carmine Gallone, (scenografo)
- Gioco pericoloso (1942), regia di Nunzio Malasomma, (scenografo)
- Non ti pago! (1942), regia di Carlo Ludovico Bragaglia, (scenografo)
- Acque di primavera (1942), regia di Nunzio Malasomma, (scenografo)
- Casanova farebbe così! (1942), regia di Carlo Ludovico Bragaglia, (scenografo)
- A che servono questi quattrini? (1942), regia di Esodo Pratelli, (arredatore)
- Il nemico (1943), regia di Guglielmo Giannini, (scenografo)
- Fuga a due voci (1943), regia di Carlo Ludovico Bragaglia, (scenografo)
- Gente dell'aria (1943), regia di Esodo Pratelli, (scenografo, arredatore)
- Grattacieli (1943), regia di Guglielmo Giannini, (scenografo)
- 4 ragazze sognano (1943), regia di Guglielmo Giannini, (scenografo)
- Non mi muovo! (1943), regia di Giorgio Simonelli, (scenografo)
- Monte Miracolo (1945), regia di Luis Trenker, (scenografo)
- I contrabbandieri del mare, regia di Roberto Bianchi Montero (1948)
- Rondini in volo (1949), regia di Luigi Capuano, (scenografo)
- Vertigine d'amore (1949), regia di Luigi Capuano, (scenografo)
- Benvenuto reverendo! (1950), regia di Aldo Fabrizi, (scenografo)
- Lo sparviero del Nilo (1950), regia di Giacomo Gentilomo, (scenografo)
- Due sorelle amano (1950), regia di Jacopo Comin, (scenografo), (scenografo)
- L'edera (1950), regia di Augusto Genina, (architetto-scenografo)
- Tizio Caio Sempronio (1951), regia di Marcello Marchesi, Vittorio Metz, Mario Monicelli e Steno, (scenografo)
- Gli amanti di Ravello (1951), regia di Francesco De Robertis, (scenografo)
- Il capitano nero (1951), regia di Giorgio Ansoldi e Alberto Pozzetti, (scenografo)
- Serenata tragica (1951), regia di Giuseppe Guarino, (scenografo)
- La vendetta del corsaro (1951), regia di Primo Zeglio, (scenografo)
- Bellezze in bicicletta (1951), regia di Carlo Campogalliani, (scenografo, arredatore)
- Cameriera bella presenza offresi... (1951), regia di Giorgio Pàstina, (scenografo)
- La strada finisce sul fiume (1951), regia di Luigi Capuano, (scenografo)
- Senza bandiera (1951), regia di Lionello De Felice, (scenografo)
- Abracadabra (1952), regia di Max Neufeld, (scenografo)
- Ergastolo (1952), regia di Luigi Capuano, (scenografo)
- Camicie rosse (1952), regia di Goffredo Alessandrini e Francesco Rosi (scenografo, architetto-scenografo)
- La trappola di fuoco (1952), regia di Gaetano Petrosemolo, (arredatore)
- La leggenda del Piave (1952), regia di Riccardo Freda, (arredatore)
- ...e Napoli canta! (1953), regia di Armando Grottini, (scenografo)
- Condannatelo! (1953), regia di Luigi Capuano, (scenografo)
- Agenzia matrimoniale (1953), regia di Giorgio Pastina, (scenografo)
- La carovana del peccato (1953), regia di Pino Mercanti, (scenografo)
- Piscatore 'e Pusilleco (1954), regia di Giorgio Capitani, (scenografo)
- Ballata tragica (1954), regia di Luigi Capuano, (scenografo)
- In amore si pecca in due (1954), regia di Vittorio Cottafavi, (scenografo)
- Desiderio 'e sole (1954), regia di Giorgio Pastina, (scenografo)
- Lettera napoletana (1954), regia di Giorgio Pastina, (scenografo)
- Angela (1954), regia di Edoardo Anton, (scenografo)
- La Luciana (1954), regia di Domenico Gambino, (scenografo)
- Una donna libera (1954), regia di Vittorio Cottafavi, (scenografo)
- I cavalieri della regina (1954), regia di Mauro Bolognini, (scenografo)
- Cuore di mamma (1954), regia di Luigi Capuano, (architetto-scenografo)
- Una sera di maggio (1955), regia di Giorgio Pastina, (scenografo)
- Torna piccina mia (1955), regia di Carlo Campogalliani, (scenografo)
- Suor Maria (1955), regia di Luigi Capuano, (scenografo)
- Luna nova, regia di Luigi Capuano (1955)
- Addio, Napoli! (1955), regia di Roberto Bianchi Montero, (scenografo)
- Suonno d'ammore (1955), regia di Sergio Corbucci, (scenografo)
- La rossa (1955), regia di Luigi Capuano, (scenografo)
- Non scherzare con le donne (1955), regia di Giuseppe Bennati, (scenografo)
- Il cavaliere dalla spada nera (1956), regia di László Kish, (scenografo)
- Maruzzella (1956), regia di Luigi Capuano, (architetto-scenografo)
- Amaramente (1956), regia di Luigi Capuano, (arredatore)
- Onore e sangue (1957), regia di Luigi Capuano, (scenografo)
- Serenata a Maria (1957), regia di Luigi Capuano, (arredatore)
- Addio per sempre (1957), regia di Mario Costa, (scenografo)
- Carosello di canzoni (1958), regia di Luigi Capuano, (scenografo)
- Caporale di giornata (1958), regia di Carlo Ludovico Bragaglia, (scenografo)
- L'amore nasce a Roma (1958), regia di Mario Amendola, (scenografo)
- Via col... paravento, regia di Mario Costa (1958) scenografo
- Ricordati di Napoli (1958), regia di Pino Mercanti, (arredatore)
- La ragazza di piazza San Pietro (1958), regia di Piero Costa, (arredatore)
- Il mondo dei miracoli (1959), regia di Luigi Capuano, (architetto-scenografo)
- Il figlio del corsaro rosso (1959), regia di Primo Zeglio, (arredatore)
- Il cavaliere del castello maledetto (1959), regia di Mario Costa, (scenografo)
- I pirati della costa, regia di Domenico Paolella (1960), (scenografo)
- I Teddy boys della canzone (1960), regia di Domenico Paolella, (scenografo)
- Il cavaliere dai cento volti (1960), regia di Pino Mercanti, (scenografo)
- Madri pericolose (1960), regia di Domenico Paolella, (arredatore)
- Una spada nell'ombra (1961), regia di Luigi Capuano, (scenografo)
- Drakut il vendicatore (1961), regia di Luigi Capuano, (scenografo)
- Il segreto dello sparviero nero (1961), regia di Domenico Paolella, (scenografo)
- Solimano il conquistatore (1961), regia di Mario Tota, (scenografo)
- La vendetta di Ursus (1961), regia di Luigi Capuano, (scenografo, architetto)
- Le avventure di Mary Read (1961), regia di Umberto Lenzi, (arredatore)
- Il terrore dei mari (1961), regia di Domenico Paolella, (arredatore)
- Maciste contro lo sceicco (1962), regia di Domenico Paolella, (scenografo, architetto-scenografo)
- Zorro alla corte di Spagna (1962), regia di Luigi Capuano, (scenografo)
- Giulio Cesare contro i pirati (1962), regia di Sergio Grieco, (architetto-scenografo)
- Ursus gladiatore ribelle (1962), regia di Domenico Paolella, (architetto-scenografo)
- Il duca nero (1963), regia di Pino Mercanti, (scenografo)
- Zorro e i tre moschettieri (1963), regia di Luigi Capuano, (architetto-scenografo)
- Maciste contro i mongoli (1963), regia di Domenico Paolella, (architetto-scenografo)
- D'Artagnan contro i 3 moschettieri (1963), regia di Fulvio Tului, (scenografo)
- Il vendicatore mascherato (1964), regia di Pino Mercanti, (scenografo)
- Il ladro di Damasco (1964), regia di Mario Amendola, (scenografo)
- Maciste nell'inferno di Gengis Khan (1964), regia di Domenico Paolella, (architetto-scenografo)
- Perché uccidi ancora (1965), regia di Edoardo Mulargia e José Antonio de la Loma, (scenografo)
- Vayas con dios, Gringo (1966), regia di Edoardo Mulargia, (arredatore)
- 28 minuti per 3 milioni di dollari (1967), regia di Maurizio Pradeaux, (scenografo)
- Cjamango (1967), regia di Edoardo Mulargia, (architetto-scenografo)